# Demografia Austrii
Religie:
Największą wspólnotę religijną stanowi Kościół katolicki do którego należy 5 427 tys. wiernych. W obrządku rzymskokatolickim ochrzczonych jest 5 410 tys. mieszkańców Austrii, co stanowi około 64,5% populacji (2010). Kościół starokatolicki liczy 11 tys. wiernych, Kościół greckokatolicki liczy 1089  wiernych, Kościół ormiańskokatolicki 266 osób.
Do protestantyzmu przyznaje się ok. 366 tysięcy wiernych: Kościół Ewangelicko-Augsburski – 320,2 tys., Protestancki Kościół Reformowany (kalwini) – 10,4 tys., Wolny Kościół Chrześcijański (zielonoświątkowcy) – 7,5 tys., Rumuńskie grupy zielonoświątkowe – 6,5 tys., Kościół Adwentystów Dnia Siódmego – 5,0 tys., oraz Federacja Baptystyczna – 2,05 tys..
Wspólnoty tradycji prawosławnej liczą ok. 200 tys. wiernych (Grecki Kościół Prawosławny, Serbski Kościół Prawosławny – 74,2 tys., Rosyjski Kościół Prawosławny – 3,3 tys., Rumuński Kościół Prawosławny – 2,8 tys., Apostolski Kościół Ormiański – 1,8 tys., Koptyjski Kościół Ortodoksyjny – 1,6 tys., Syryjski Kościół Ortodoksyjny – 1,6 tys., Bułgarski Kościół Prawosławny – 1,1 tys. osób).
Wyznania restoracjonistyczne obejmują: Świadków Jehowy (21,7 tys. głosicieli), Kościół Jezusa Chrystusa Świętych w Dniach Ostatnich – 4,6 tys..
Inne grupy wyznaniowe liczą łącznie prawie 500 tysięcy członków, a największe z nich to Islamska Wspólnota Wyznaniowa w Austrii – 461 tys. wiernych, Austriacki Buddyjski Związek Religijny – 10,4 tys., Gmina żydowska 8,1 tys., Hinduizm – 3,6 tys..
Języki:
niemiecki (urzędowy), słoweński, chorwacki, węgierski.
Struktura etniczna:
| Narodowość    | % populacji | Liczba populacji |
| ------------- | ----------- | ---------------- |
| Austriacy     | 84,73%      | 7 261 000        |
| Szwajcarzy    | 3,44%       | 295 000          |
| Serbowie      | 2,33%       | 200 000          |
| Turcy         | 1,95%       | 167 000          |
| Chorwaci      | 1,26%       | 108 000          |
| Albańczycy    | 0,71%       | 61 000           |
| Boszniacy     | 0,49%       | 42 000           |
| Polacy        | 0,48%       | 41 000           |
| Chińczycy Han | 0,42%       | 36 000           |
| Afgańczycy    | 0,38%       | 33 000           |
| Słoweńcy      | 0,34%       | 29 000           |
| Czeczeni      | 0,29%       | 25 000           |
| Kurdowie      | 0,28%       | 24 000           |
| Hindusi       | 0,26%       | 22 000           |
| Arabowie      | 0,21%       | 18 000           |
| Czesi         | 0,21%       | 18 000           |
| pozostali     | 2,22%       | 190 000          |

Wykres liczby ludności Austrii na przestrzeni ostatnich 140 lat (tys. osób)